# Акваторія

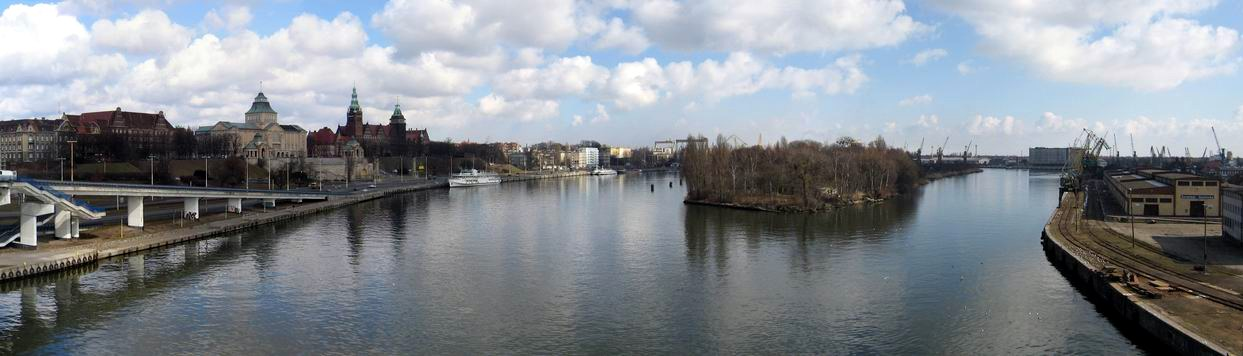
Акваторія морського порту в Щецині, Польща

Акваторія — (від лат. aqua — вода; англ. water area; нім. Wasserbecken, Wasserfläche) — ділянка водної поверхні певної водойми або її частини (порту, затоки, моря) у визначених межах. Наприклад, акваторія порту охоплює рейд, внутрішню гавань, підходи до порту і причалів.
У екології акваторію розглядають як об'єм, що включає водну товщу до дна й атмосферу над нею.